# SSD Castel San Pietro Terme Calcio
Società Sportiva Dilettantistica Castel San Pietro Terme Calcio byl italský fotbalový klub sídlící ve městě Castel San Pietro Terme. Klub byl založen v roce 1932, zanikl v roce 2012.

## Umístění v jednotlivých sezonách
| Sezóny  | Liga                        | Úroveň | Z  | V  | R  | P  | VG | OG | +/- | B  | Pozice |
| ------- | --------------------------- | ------ | -- | -- | -- | -- | -- | -- | --- | -- | ------ |
| 2007/08 | Serie D – sk. D             | 5      | 34 | 9  | 14 | 11 | 41 | 45 | -4  | 41 | 11.    |
| 2008/09 | Serie D – sk. D             | 5      | 34 | 12 | 12 | 10 | 36 | 34 | +2  | 48 | 5.     |
| 2009/10 | Serie D – sk. D             | 5      | 38 | 6  | 18 | 14 | 34 | 50 | -16 | 36 | 17.    |
| 2010/11 | Serie D – sk. D             | 5      | 34 | 7  | 10 | 17 | 33 | 48 | -15 | 31 | 16.    |
| 2011/12 | Eccellenza Emilia-Romagna B | 6      | 36 | 10 | 7  | 19 | 43 | 53 | -10 | 37 | 16.    |